# Lilla Trehörningen, Västergötland
Lilla Trehörningen är en sjö i Karlsborgs kommun och Laxå kommun i Västergötland och ingår i Motala ströms huvudavrinningsområde. Sjön är 19 meter djup, har en yta på 0,493 kvadratkilometer och är belägen 154,1 meter över havet.

## Delavrinningsområde
Lilla Trehörningen ingår i det delavrinningsområde (651059-142636) som SMHI kallar för Mynnar i Unden. Medelhöjden är 162 meter över havet och ytan är 16,16 kvadratkilometer. Det finns ett avrinningsområde uppströms, och räknas det in blir den ackumulerade arean 33,81 kvadratkilometer. Vattendraget som avvattnar avrinningsområdet har biflödesordning 3, vilket innebär att vattnet flödar genom totalt 3 vattendrag innan det når havet efter 197 kilometer. Avrinningsområdet består mestadels av skog (77 procent). Avrinningsområdet har 0,98 kvadratkilometer vattenytor vilket ger det en sjöprocent på 6,2 procent.